# Mazda Familia
O Familia é uma série de carros de longa data fabricada pela Mazda, entre 1963 e 2003, sendo vendido em todo o mundo. O Familia era comercializado sob vários nomes, como: 1000, 1200, 1300, 800, 808 e 818. Em muitos mercados, no entanto, os mais recentes Familia eram conhecidos como Mazda 323, e como Etude na África do Sul. 
O Familia foi construído em Hiroshima, no Japão, embora também tenha sido montados em Taiwan, Malásia, África do Sul, Colômbia e Nova Zelândia. A linha Familia foi substituída pelo Mazda 3/Axela em 2004.

## Galeria
- Primeira geração (1963-1968)
- Segunda geração (1967-1977)
- Terceira geração (1977-1980)
- Quarta geração (1980-1986)
- Quinta geração (1985-1994)
- Sexta geração (1989-1994)
- Sétima geração (1994-1998)
- Oitava geração (1998-2003)